# Championnat du Portugal de football de deuxième division 2011-2012
Navigation
Saison précédente Saison suivante
La saison 2011–12 du championnat du Portugal de D2 est la 22e. 16 équipes concourent pour ce championnat, 12 étaient déjà présents lors de la saison 2010–11, deux ont été promues de II Divisão (D3) et 2 ont été reléguées de la Liga Sagres 2010–11. Le ballon officiel est le Adidas Jabulani.

## Équipes participantes
| Club             | Ville               | Stade                                 | Capacité |
| ---------------- | ------------------- | ------------------------------------- | -------- |
| FC Arouca        | Arouca              | Estádio Municipal de Arouca           | 2 500    |
| CF Os Belenenses | Lisbonne            | Estádio do Restelo                    | 32 500   |
| SC Covilhã       | Covilhã             | Complexo Desportivo da Covilhã (en)   | 3 000    |
| CD Aves          | Vila das Aves       | Estádio do CD das Aves (en)           | 10 250   |
| Estoril Praia    | Estoril             | Estádio António Coimbra da Mota       | 8 000    |
| Atlético CP      | Lisbonne            | Estádio Tapadinha                     | 15 000   |
| Portimonense     | Portimão            | Estádio do Portimonense               | 16 500   |
| Freamunde        | Freamunde           | Complexo Desportivo de Freamunde      | 5 000    |
| Union Madeira    | Funchal             | Campo do Adelino Rodrigues            | 3 000    |
| Moreirense FC    | Moreira de Cónegos  | Comendador Joaquim De Almeida Freitas | 9 000    |
| Leixões SC       | Matosinhos          | Estádio do Mar                        | 16 035   |
| UD Oliveirense   | Oliveira de Azeméis | Estádio Carlos Osório                 | 9 100    |
| Penafiel         | Penafiel            | Estádio Municipal 25 de Abril (en)    | 7 000    |
| Santa Clara      | Ponta Delgada       | Estádio de São Miguel (en)            | 15 277   |
| Trofense         | Trofa               | Estádio do CD Trofense (en)           | 3 164    |
| Naval 1º de Maio | Figueira da Foz     | Estádio Municipal José Bento Pessoa   | 12 630   |

## Classement
Les 16 équipes se rencontrent 2 fois .

Les 2 premiers sont promus. Les 2 derniers sont relégués.
En cas d'égalité
1. Face-à-face
2. Différence de buts lors des faces-à-faces
3. Nombre de buts marqués lors des faces-à-faces
4. Différence de buts générale
5. Buts marqués (général)

|     | Equipa              | Pts | J  | V  | N  | D  | BP | BC | +/- | Notes                           |
| --- | ------------------- | --- | -- | -- | -- | -- | -- | -- | --- | ------------------------------- |
| 1.  | GD Estoril          | 57  | 30 | 16 | 9  | 5  | 40 | 20 | +20 | Promu en Liga Sagres 2012-2013  |
| 2.  | Moreirense          | 52  | 30 | 15 | 7  | 8  | 47 | 32 | +15 | Promu en Liga Sagres 2012-2013  |
| 3.  | CD Aves             | 50  | 30 | 12 | 14 | 4  | 38 | 23 | +15 |                                 |
| 4.  | Naval 1º de Maio(R) | 46  | 30 | 12 | 10 | 8  | 40 | 33 | +7  |                                 |
| 5.  | CF Os Belenenses    | 41  | 30 | 10 | 11 | 9  | 34 | 32 | +2  |                                 |
| 6.  | Leixões SC          | 40  | 30 | 11 | 7  | 12 | 32 | 34 | -2  |                                 |
| 7.  | UD Oliveirense      | 39  | 30 | 10 | 9  | 11 | 39 | 38 | +2  |                                 |
| 8.  | Trofense            | 39  | 30 | 11 | 8  | 13 | 36 | 45 | -9  |                                 |
| 9.  | FC Penafiel         | 38  | 30 | 10 | 8  | 12 | 33 | 36 | -3  |                                 |
| 10. | Union Madeira (P)   | 37  | 30 | 9  | 10 | 11 | 35 | 40 | -5  |                                 |
| 11. | Atlético CP (P)     | 37  | 30 | 9  | 10 | 11 | 27 | 36 | -9  |                                 |
| 12. | CD Santa Clara      | 34  | 30 | 8  | 10 | 12 | 29 | 38 | -9  |                                 |
| 13. | FC Arouca           | 34  | 30 | 7  | 13 | 10 | 32 | 36 | -4  |                                 |
| 14. | SC Freamunde        | 34  | 30 | 7  | 13 | 10 | 35 | 40 | -5  |                                 |
| 15. | SC Covilhã          | 32  | 30 | 7  | 11 | 12 | 22 | 29 | -7  | Relégué en II Divisão 2012-2013 |
| 16. | Portimonense (R)    | 32  | 30 | 8  | 8  | 14 | 35 | 42 | -7  | Relégué en II Divisão 2012-2013 |

## Meilleurs buteurs
| Range | Joueur     | Club      | Buts |
| ----- | ---------- | --------- | ---- |
| 1     | Joeano     | FC Arouca | 18   |
| 2     | Manoel     | Penafiel  | 14   |
| 3     | Pires (en) | CD Aves   | 12   |